# Jeyawati
Jeyawati („rozmělňovací zub“) byl rod býložravého hadrosauroidního dinosaura, žijícího v období rané svrchní křídy (stupeň turon až coniak, asi před 91 až 88 miliony let) na území dnešních USA (Nové Mexiko) v geologickém souvrství Moreno Hill.

## Popis
Holotyp má katalogové označení MSM P4166. Typovým druhem je J. rugoculus, formálně popsaný roku 2010. Kladistická analýza naznačuje, že Jeyawati byl vývojově primitivnějším hadrosauroidem než rody Shuangmiaosaurus, Telmatosaurus a Bactrosaurus a naopak vyspělejším (odvozenějším) než rody Eolambia, Probactrosaurus a Protohadros. Délka tohoto dinosaura činila zhruba 5,5 metru.